# Gare de Hal
Pour les articles homonymes, voir Hal.
La gare de Hal (en néerlandais : station Halle) est une gare ferroviaire belge de la ligne 96, de Bruxelles-Midi à Quévy (frontière), située à proximité du centre de la ville de Hal dans la province du Brabant flamand en Région flamande.
Elle est mise en service en 1840 par l'administration des chemins de fer de l'État belge. C'est une gare de la Société nationale des chemins de fer belges (SNCB) desservie par des trains InterCity (IC), Suburbains (S) et d'Heure de pointe (P).

## Situation ferroviaire
Établie à 36 mètres d'altitude, la gare de Hal est située au point kilométrique (PK) 13,06 de la ligne 96, de Bruxelles-Midi à Quévy (frontière), entre les gares ouvertes de Buizingen et de Lembeek. Gare de bifurcation elle est l'origine de la ligne 94, de Hal à Froyennes (frontière), avant la gare d'Enghien, et l'aboutissement des lignes 26, de Schaerbeek à Hal, 96E, de Lot à Hal et 96N, de Bruxelles-Midi à Hal.
La gare de Hal marque aussi l'origine des PK de la LGV 1, reliant Bruxelles-Midi à la France.

## Histoire

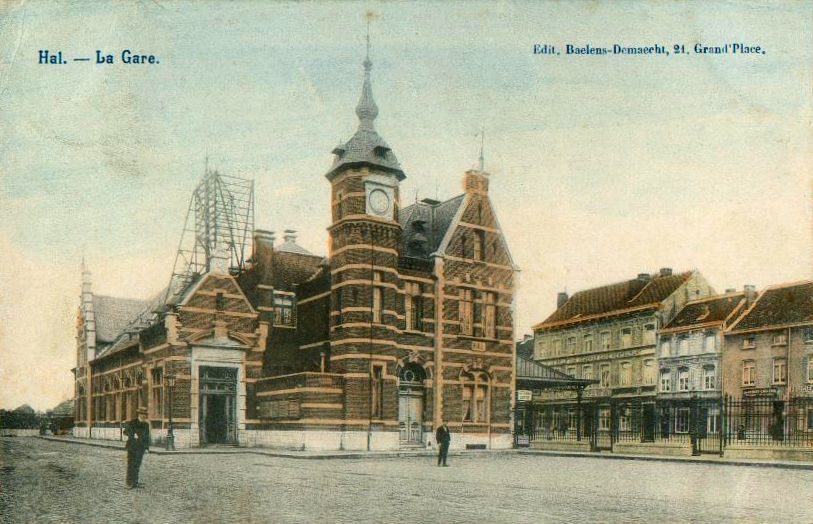
Bâtiment de la gare vers 1900.

La station de Hal est mise en service le 18 mai 1840 par l'administration des chemins de fer de l'État belge, lorsqu'elle ouvre à l'exploitation la section de Bruxelles à Tubize de la Compagnie du chemin de fer de Bruxelles-Midi à Mons.
Le 16 janvier 1866, elle devient une gare de bifurcation lorsque la Compagnie du chemin de fer direct de Bruxelles à Lille et Calais met en service la section de Hal à Ath de la ligne vers Tournai et la frontière française, directement exploitée par l’État belge.
Le premier bâtiment de la gare cède la place à un bâtiment plus imposant, de style néo-Renaissance flamande, dû à l’architecte Henri Fouquet, dont la construction est entamée en 1887, et achevée en 1889.
La construction de la ligne à grande vitesse LGV 1 a nécessité la démolition en 1993 du bâtiment de la gare et la reconstruction des ponts sur le canal Bruxelles-Charleroi.
La gare actuelle, partiellement souterraine, comporte cinq voies à quai et deux voies, en tranchée couverte, pour les trains de la LGV 1.

## Service des voyageurs

### Accueil
Gare SNCB, elle dispose d'un bâtiment voyageurs, avec guichets, ouvert tous les jours. Des aménagements, équipements et services sont à la disposition des personnes à la mobilité réduite. Une consignes à bagages automatiques et un buffet sont présents en gare.

### Desserte

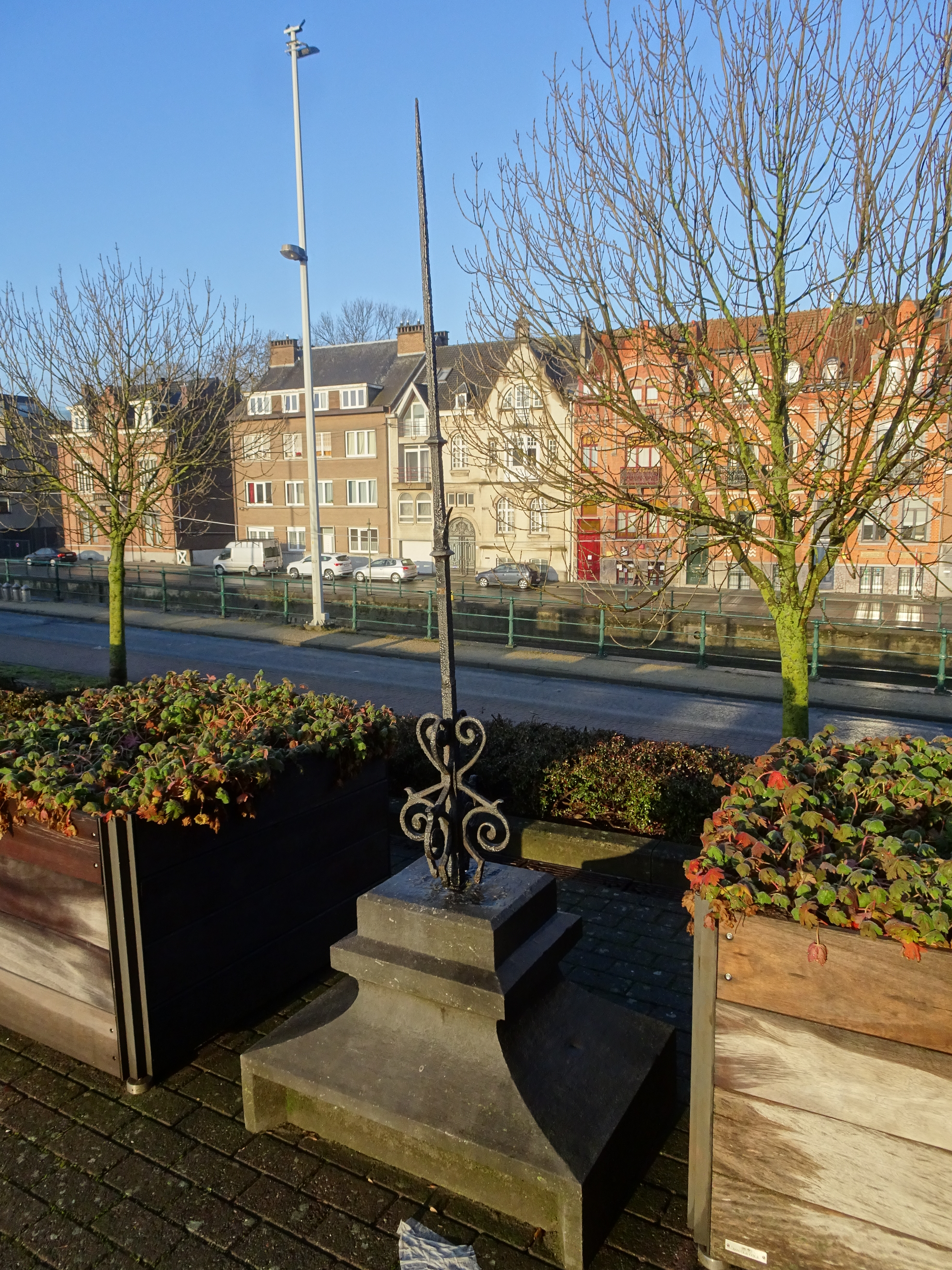
Vestiges du bâtiment de 1887.

Hal est desservie par des trains Suburbains (S), InterCity (IC) et d'Heure de pointe (P) qui circulent sur les lignes commerciales 26, 94 et 96 de la SNCB (voir brochures de ligne).

### Intermodalité
Un parc pour les vélos et un parking pour les véhicules y sont aménagés. Elle est desservie par des bus.

## Comptage voyageurs
Ce graphique et tableau montre le nombre de voyageurs embarquant en moyenne durant la semaine, le samedi et le dimanche.
| Nombre de passagers qui embarquent à la gare de Hal | Nombre de passagers qui embarquent à la gare de Hal | Nombre de passagers qui embarquent à la gare de Hal | Nombre de passagers qui embarquent à la gare de Hal |
|                                                     | Semaine                                             | Samedi                                              | Dimanche                                            |
| --------------------------------------------------- | --------------------------------------------------- | --------------------------------------------------- | --------------------------------------------------- |
| 1977                                                | 5 754                                               | 1 198                                               | 831                                                 |
| 1978                                                | 5 398                                               | 879                                                 | 649                                                 |
| 1979                                                | 5 242                                               | 1 089                                               | 689                                                 |
| 1980                                                | 5 177                                               | 878                                                 | 748                                                 |
| 1981                                                | 5 597                                               | 939                                                 | 660                                                 |
| 1982                                                | 5 029                                               | 912                                                 | 632                                                 |
| 1983                                                | 5 135                                               | 715                                                 | 544                                                 |
| 1984                                                | 5 716                                               | 793                                                 | 680                                                 |
| 1985                                                | 5 540                                               | 1 154                                               | 997                                                 |
| 1986                                                | 4 087                                               | 811                                                 | 634                                                 |
| 1987                                                | 4 290                                               | 792                                                 | 798                                                 |
| 1988                                                | 4 781                                               | 812                                                 | 596                                                 |
| 1989                                                | 4 574                                               | 754                                                 | 556                                                 |
| 1990                                                | 4 596                                               | 873                                                 | 669                                                 |
| 1991                                                | 4 494                                               | 935                                                 | 672                                                 |
| 1992                                                | 4 198                                               | 910                                                 | 744                                                 |
| 1993                                                | 4 698                                               | 861                                                 | 634                                                 |
| 1994                                                | 3 100                                               | 601                                                 | 511                                                 |
| 1995                                                | 2 882                                               | 500                                                 | 536                                                 |
| 1996                                                | 2 915                                               | 531                                                 | 313                                                 |
| 1997                                                | 2 815                                               | 630                                                 | 506                                                 |
| 1998                                                | 2 938                                               | 536                                                 | 426                                                 |
| 1999                                                | 2 462                                               | 570                                                 | 466                                                 |
| 2000                                                | 3 520                                               | 660                                                 | 540                                                 |
| 2001                                                | 4 206                                               | 778                                                 | 592                                                 |
| 2002                                                | 3 821                                               | 642                                                 | 591                                                 |
| 2003                                                | 3 853                                               | 938                                                 | 718                                                 |
| 2004                                                | 4 084                                               | 756                                                 | 710                                                 |
| 2005                                                | 4 292                                               | 796                                                 | 754                                                 |
| 2006                                                | 5 044                                               | 1 147                                               | 923                                                 |
| 2007                                                | 5 099                                               | 1 042                                               | 1 095                                               |
| 2008                                                | -                                                   | -                                                   | -                                                   |
| 2009                                                | 5 057                                               | 1 201                                               | 988                                                 |
| 2010                                                | -                                                   | -                                                   | -                                                   |
| 2011                                                | -                                                   | -                                                   | -                                                   |
| 2012                                                | 4 726                                               | 1 134                                               | 1 063                                               |
| 2013                                                | 5 562                                               | 1 497                                               | 1 180                                               |
| 2014                                                | 5 637                                               | 1 444                                               | 1 331                                               |
| 2015                                                | 6 332                                               | 1 613                                               | 1 278                                               |
| 2016                                                | 6 571                                               | 1 721                                               | 1 571                                               |
| 2017                                                | 8 393                                               | 2 979                                               | 2 586                                               |
| 2018                                                | 8 641                                               | 6 137                                               | 4 835                                               |
| 2019                                                | 9 424                                               | 2 018                                               | 1 607                                               |
| 2020                                                | 5 458                                               | 1 951                                               | 1 550                                               |
| 2021                                                | -                                                   | -                                                   | -                                                   |
| 2022                                                | 8 140                                               | 3 228                                               | 2 792                                               |
| 2023                                                | 7 592                                               | 3 078                                               | 2 624                                               |
| 2024                                                | 8 655                                               | 3 321                                               | 2 415                                               |

## Patrimoine ferroviaire
Le bâtiment de la gare de Henri Fouquet a été démoli en 1993. Plusieurs éléments (pierres taillées, épi de toit etc.) ont été sauvegardés et décorent les abords de la gare actuelle et plusieurs espaces publics de la ville.
Le guichet de la gare actuelle, surplombé par l'ancienne horloge de la tour, possède également un mur de pierres bleues et une pierre gravée du nom de la gare, récupérées sur l'ancien bâtiment.
D'autres pierres, stockées à l'air libre sur un terrain appartenant à la commune, ont été proposées à la vente en 2018.